# Kriš
Kriš (maďarsky Körös, rumunsky Criș, německy Kreisch) je řeka ve východním Maďarsku, jejíž zdrojnice pramení v Rumunsku. Je významným levým přítokem Tisy. Včetně nejdelší zdrojnice je 580 km dlouhá. Povodí má obecný sklon z východu na západ a rozlohu přes 27 500 km². Největšími městy na povodí jsou Debrecín a Oradea. Podle Kriše, resp. jeho zdrojnic, se nazývá maďarsko-rumunský region Krišana.

## Průběh toku
Zdrojnice Bílý Kriš (Crișul Alb / Fehér-Körös) a Černý Kriš (Crișul Negru / Fekete-Körös) pramení v rumunských Západních Karpatech (masív Bihor a hřbet Metalič), stékají se v Maďarsku pod městem Gyula a vytvářejí řeku Kettős-Körös („Dvojitý Kriš“). Ten se pod vesnicí Köröstarcsa stéká s Bystrým Krišem (Crișul Repede / Sebes-Körös), čímž vzniká Hármas-Körös („Trojitý Kriš“). Ten ještě přibírá zprava říčku Hortobágy a následně u Csongrádu ústí zleva do Tisy. Dolní úsek Hármas-Körös (případně i s úsekem Kettős-Körös) se někdy nazývá prostě Körös (Kriš). Bystrý Kriš se podle toho považuje buď za třetí zdrojnici, nebo už za přítok Kriše.
Samotný Kriš je ryze rovinným tokem Alföldu. Koryto je napřímeno, zregulováno pomocí zdymadel a obehnáno ochrannými hrázemi. Do řeky ústí (přímo nebo zprostředkovaně) řada odvodňovacích kanálů, které jsou součástí komplexního melioračního systému ve východním Maďarsku.

## Vodní režim
Průměrný průtok vody v ústí činí 100 m³/s. Největší průtok nastává v létě, nejmenší v zimě.

## Využití
Vodní doprava je možná na nejspodnějším toku.
Na řece leží maďarská města Gyula, Békés, Gyomaendrőd, Szarvas, Kunszentmárton. V Rumunsku pak na zdrojnici Bílý Kriš města Brad, Sebiș, Ineu, Chișineu-Criș a na Černém Kriši města Vașcău, Ștei, Beiuș.